# Roman Dmowski
Roman Stanisław Dmowski, né le 9 août 1864 à Kamionek et mort le 2 janvier 1939 à Drozdowo, est un homme politique et diplomate polonais, fondateur et idéologue du Parti national-démocrate (Endecja). Il fonde le Comité national, reconnu en 1917 par les Alliés comme représentation officielle de la Pologne. Il représente ensuite, avec Ignacy Paderewski, la délégation polonaise durant la conférence de paix de Paris de 1919. 

## Biographie

### Famille
Roman Dmowski est né en 1864 à Kamionek, un village au sud de Varsovie aujourd'hui partie de l'arrondissement de la capitale polonaise nommé Praga-Południe, dans une famille issue de la petite noblesse appauvrie qui utilisait le blason Pobóg. Son père Walenty (1814-1884) est propriétaire d'une petite entreprise de pavage. Dmowski a deux frères, Julian et Wacław, ainsi que deux sœurs, Maria et Jadwiga.

### Premiers engagements
Dès sa jeunesse, Dmowski milite dans plusieurs organisations patriotiques indépendantistes. À l'âge de 17 ans, il fonde une organisation clandestine nommée Strażnica (La Tour de guet) afin de préserver l'identité polonaise des élèves dans son lycée et les aider à résister à la russification. Strażnica organise des cours en polonais sur l'histoire, la géographie et la littérature polonaise, ce qui est interdit et puni en Russie.
En septembre 1886, Dmowski s'inscrit à la faculté de mathématiques et de physique de l'université de Varsovie. Au cours de ses études, il devient membre du Zet, une section des jeunes de la Ligue polonaise, fondée par Zygmunt Balicki. Il obtient son diplôme de sciences naturelles en 1891 et la même année, grâce à une bourse, il part poursuivre ses études à Paris. Au passage, il fait halte en Suisse, où il fait connaissance de Zygmunt Balicki. 
Le 12 août 1892, à son retour de Paris, il est arrêté par la police russe pour avoir participé l'année précédente à Varsovie à la manifestation patriotique commémorant le 100e anniversaire de la Constitution polonaise du 3 mai. Il passe les cinq mois suivants dans la prison de la Citadelle à Varsovie. Il en sort  le 3 janvier 1893, après avoir payé la caution et, malgré la surveillance de la police, il poursuit ses activités indépendantistes. En avril de la même année, il participe à la réunion clandestine de la Ligue polonaise qu'il accuse d'inaction. Avec Jan Ludwik Popławski, il aboutit à transformer cette organisation en nouveau mouvement, la Ligue nationale, dont il prend la direction. La nouvelle structure se veut concentrée sur l'action pragmatique et son programme emprunte beaucoup aux idées nouvelles du darwinisme social. À cette époque, il publie la brochure « Notre Patriotisme », où il présente le programme de la Ligue, en soulignant la supériorité de l'intérêt national sur les intérêts particuliers de classe ou d'appartenance. 
En novembre 1893, il est enfin jugé. Son séjour en prison déduit de la peine, il est condamné à quitter les terres polonaises de l'Empire russe pendant cinq ans et à subir une surveillance policière. Il choisit d'aller à Mitawa, au sud de Riga. Au début de 1895, il franchit illégalement la frontière russe pour aller s'installer à Lwów. Cette même année paraissent ses textes dans la revue Przegląd Wszechpolski où il s'impose rapidement comme le principal publiciste et maitre à penser. En juillet 1895, il devient rédacteur en chef de ce journal.

### Action politique
Au congrès de la Ligue nationale qui se tient en 1896 à Budapest, Dmowski devient membre de la nouvelle direction du parti, aux côtés de Jan Ludwik Popławski, Zygmunt Balicki, Teofil Waligórski et Karol Raczkowski. En 1897, il fonde son propre mouvement le Parti national-démocrate (Stronnictwo Narodowo-Demokratyczne, abrégé en SND ou ND « Endecja » ), qui devient le concurrent principal du Parti socialiste polonais (PPS) de Józef Piłsudski.  
Si les deux hommes, deux architectes de l'indépendance polonaise, militent pour que la Pologne retrouve sa souveraineté, ils s'opposent sur les moyens d'y parvenir et la vision du futur Etat. Tandis que Józef Piłsudski rêve d'une grande fédération slave contre la Russie, Roman Dmowski désire fonder une Pologne alliée à la Russie. Piłsudski souhaite une union fédérale englobant la Biélorussie, la Lituanie et l'Ukraine, comme cela a été le cas avant la disparition de la République lituano-polonaise en 1795. Dmowski est partisan de l'Etat-nation et prône une Pologne ethniquement et religieusement homogène, une Pologne polono-catholique reconstituée sur des territoires où les Polonais sont majoritaires, en laissant les autres régions aux pays limitrophes. En contrepartie de concessions territoriales à l'Est, il estime que la Pologne doit retrouver l'ensemble de ses territoires qui lui ont été retirés lors des partages, en particulier à l'Ouest. Dmowski rejette également l’idée de l’insurrection nationale au profit d'une lutte démocratique. Selon lui, l’indépendance de la Pologne doit être le résultat d’un processus évolutif.
Dans les années 1898-1900, il se rend à trois reprises en France et en Angleterre et il voyage au Brésil. En 1901, il s'installe à Cracovie, où il transfère également son journal Przegląd Wszechpolski. La même année, il publie Pensées d'un Polonais moderne.
Après le déclenchement de la guerre russo-japonaise en 1904, Dmowski s'emploie à empêcher la mise en œuvre des plans du Parti socialiste polonais de Józef Piłsudski qui cherche à déclencher une insurrection polonaise avec l'aide du haut commandement de l'armée et du gouvernement japonais. À cette fin, Dmowski se rend à Tokyo en mai 1904, deux mois avant Józef Piłsudski et Tytus Filipowicz, pour dissuader les Japonais de soutenir le soulèvement anti-russe en Pologne qui, selon lui, n'apportera aucun avantage au Japon, et aura des conséquences tragiques pour les Polonais eux-mêmes. 
En 1905, Dmowski se prononce contre le mouvement révolutionnaire, selon lui nuisible à l'unité nationale et à la cause polonaise. 
Après l'annonce de la constitution en Russie il s'installe définitivement à Varsovie et ferme Przegląd Wszechpolski. Il participe ensuite à la députation des représentants du Royaume de Pologne auprès du Premier ministre russe Serge Witte pour réclamer la restauration du poste de gouverneur dans le Royaume. Il demande un système judiciaire autonome et un système éducatif polonais jusqu'à l'université. Il suggère également la convocation du parlement polonais à Varsovie.
De décembre 1905 à février 1907, Dmowski dirige la rédaction de Gazeta Polska. En 1906, les nationaux-démocrates obtiennent 35 des 55 sièges polonais à la première Douma russe. Dmowski est lui-même réélu à deux reprises et devient le président du Cercle des députés polonais. 
Il écrit à cette époque plusieurs ouvrages théoriques, dont La Question polonaise et L'Allemagne, la Russie et la question de la Pologne où il exprime sa conviction que l'Allemagne représente une menace beaucoup plus importante pour la nation polonaise que la Russie, car en dehors de sa puissance militaire et de son grand potentiel industriel, elle a un avantage civilisationnel qui menacerait la dénationalisation des Polonais. L'antigermanisme de Dmowski trouve son soutien le plus vigoureux dans les provinces polonaises de l'Ouest, plus exposés et conscientes des influences germaniques.
Cependant, son travail pour la réconciliation russo-polonaise est pourtant un mauvais calcul. La politique nationaliste du gouvernement russe du premier ministre Piotr Stolypin à l'encontre des minorités de l'Empire (Juifs, Finlandais, Polonais) est une gifle pour Dmowski. En 1907, la representation polonaise à la Douma est réduite des deux tiers et des appels à l'autonomie rejetées. La cathédrale orthodoxe Saint Alexandre Nevsky dont l'édification vient de s'achever en plein centre de Varsovie symbolise le mieux la domination russe du Pays de la Vistule.
En 1911, Dmowski se lance dans la propagande antisémite. Cependant, son appel au boycott des magasins juifs à Varsovie lui coûte la perte de soutiens et, par conséquent, de son siège à la Douma. aux élections de 1912.

### Influence diplomatique

Comité national polonais à Paris, 1918. Assis de gauche à droite : Maurycy Zamoyski, Roman Dmowski et Erazm Piltz.

Au début de la Grande Guerre, Dmowski rejoint le Comité national polonais pro-russe créé le 25 novembre 1914 à Varsovie, composé principalement de représentants de la Démocratie nationale. En juin 1915, il part pour Petrograd. Cependant, lorsque les troupes des empires centraux s’emparent de la Pologne russe au début de 1915, il est obligé de changer de tactique et de quitter la Russie.
En août 1917, il crée le Comité national polonais, basé d'abord à Lausanne puis à Paris, reconnu par la France dès septembre 1917 comme « représentation polonaise officielle ». Les gouvernements britannique, italien et américain prennent rapidement une décision similaire. C'est l'un des plus grands succès politiques de Roman Dmowski. Le Comité obtient également le soutien du célèbre pianiste polonais vivant aux États-Unis Ignacy Paderewski, engagé dans la cause de l’indépendance polonaise. Paderewski fusionne son organisation, le Comité de secours polonais (CAP), avec le CNP dès la fin de l’année 1917 et devient le représentant du Comité à Washington. 
Le 22 juin 1918, en Champagne, Dmowski présente les bannières aux régiments de l'armée polonaise, qui s'établit en France, dirigée par le général Józef Haller. En août 1918, il quitte Paris pour les États-Unis, où il sollicite le soutien de la communauté polonaise et rencontre le président Woodrow Wilson. 
Les dirigeants français supposent que c’est Dmowski et son comité qui formeront le futur gouvernement à Varsovie. C'est finalement le maréchal Piłsudski qui prend le pouvoir en Pologne qu'il déclare indépendante en novembre 1918. Cependant, en vue de la conférence de la paix et conscient de la popularité de son rival dans les cercles internationaux, Piłsudski demande à Dmowski de continuer de représenter les intérêts polonais à Paris. En juin 1919, le traité de Versailles proclame officiellement la restauration de la Pologne avec restitution immédiate de la plupart des territoires annexés par la Prusse. Mais il faudra des plébiscites en Haute-Silésie et en Varmie pour fixer le sort de ces régions. Rien n’est décidé non plus concernant les frontières orientales de la Pologne. Cette solution est en deçà de ce que souhaitait la France, alliée à la Pologne et hostile à l'Allemagne.

### Député et ministre

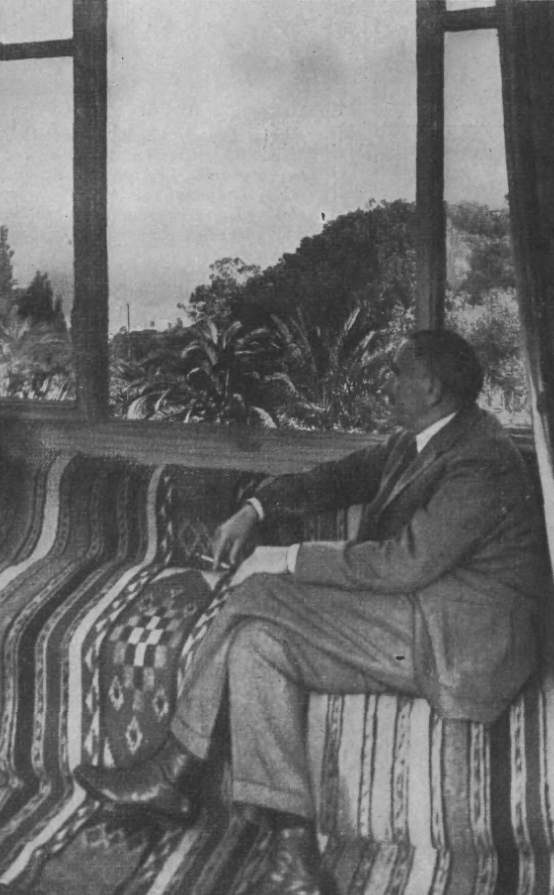
Dmowski en Algérie

Dans la Pologne indépendante, le Parti national-démocrate se transforme en 1919 en l'Union populaire nationale (Związek Ludowo-Narodowy) et remporte un large succès aux premières élections législatives polonaises. Son idéologie exercera une influence qui dépassera de loin l'essaim des partis directement influencé par elle.
Dans les années 1919-1922, Dmowski est député à la première Diète polonaise, élu par contumace lors de son séjour à une conférence à Paris. En novembre 1919, il tombe gravement malade d'une pneumonie et en janvier 1920, sur les conseils de médecins, il part pour Alger pour quelques mois.
En mai 1920, il retourne à Varsovie. Pendant la guerre soviéto-polonaise, il rejoint le Conseil de défense nationale créé le 1er juillet 1920. Le 19 juillet, il démissionne et part pour Poznań, où il s'installe. Très perturbé par les empoignades parlementaires, il préfère d'écrire dans une paisible retraite. À la fin de 1921, il achète une petite propriété avec un palais à Chludowo près de Poznań. Il n'en sort qu'à l'automne 1923, pour être du 27 octobre au 14 décembre 1923, ministre des affaires étrangères dans le deuxième gouvernement de coalition de centre droit de Wincenty Witos.

### Dans l'opposition au régime de Sanacja
Dmowski n'exerce jamais le pouvoir exécutif et supporte mal que la « majorité polonaise » puisse être contrecarrée par le vote du Bloc des minorités nationales. Dans les années 1920, il prône ouvertement le fascisme italien et bien que député à la Diète, il ne participe jamais à ses travaux. Instigateur de plusieurs boycott antisémites, dans les années 1930, il défend l'idée du numerus clausus dans l'enseignement. La polonisation culturelle et linguistique des minorités n'est pas négociable.
Les nationaux-démocrates sont combattus par la gauche et le camp de Piłsudski, et ses gouvernements formés avec les partis de centre ne durent pas. Bien qu'à l'ombre et en retrait, Dmowski garde une influence considérable sur le mouvement nationaliste et la droite fait continuellement appel à lui pour être protégé contre Piłsudski. Cependant, sa seule incursion dans la politique partisane a lieu après le coup d'État de mai 1926. Dmowski fonde alors le « Camp de la Grande Pologne », une organisation à caractère extra-parlementaire, s'opposant au régime autoritaire de Sanacja instauré par Piłsudski. Dans la déclaration idéologique de cette nouvelle structure, Dmowski prône le principe de la solidarité nationale, des liens étroits entre l'État et l'Église catholique et la discipline sociale et morale. En 1927, dans la publication Église, nation et État, Dmowski soutient que la communauté nationale est supérieure à l'individu qui, dans ses choix, doit être guidé par le bien de sa propre nation, mais ses actions doivent être fondées sur les principes moraux du christianisme.
En vue de nouvelles élections, l'Union populaire nationale (Związek Ludowo-Narodowy) se transforme en 1929 en Parti national (Stronnictwo Narodowe, abrégé en SN).
Au début des années 1930, le Camp de la Grande Pologne (Obóz Wielkiej Polski, OWP) devient une organisation de masse et ses méthodes de lutte politique se radicalisent, avec des milices se livrant à des activités antisémites. Par conséquent, en 1933, par décision des autorités de l'État, le Camp de la Grande Pologne est interdit et dissous dans tout le pays.
En 1934, des jeunes militants extrémistes issus du Camp et tentés par le fascisme forment le Camp national-radical (Obóz Narodowo-Radykalny, ONR) d'où sortira la nettement totalitaire ONR-Falanga dirigé par Bolesław Piasecki. Le mouvement est interdit et dissous à peine après trois mois d'opération par les autorités de l'Etat.

### Postérité
Dmowski prend peu à peu ses distances avec la vie politique. En 1937, il est victime d'un accident vasculaire cérébral, après quoi il s'installe à Drozdowo chez ses amis. Après une autre attaque en 1938, son état se détériore considérablement. Il souffre de paralysie et de récidive de pneumonie. Il meurt à terme d'une longue maladie le 2 janvier 1939.
Paradoxalement, la tradition nationaliste se révèle attrayante d'abord pour les héritiers de Piłsudski vers la fin du régime de Sanacja, puis pour les staliniens après la guerre.
Pendant la Seconde Guerre mondiale, les nationaux-démocrates rejoignent la résistance antinazie en créant les Narodowe Siły Zbrojne (Forces armées nationales, NSZ).